# Frankliniella pontederiae
Frankliniella pontederiae är en insektsart som beskrevs av Watson och Preer 1938. Frankliniella pontederiae ingår i släktet Frankliniella och familjen smaltripsar. Inga underarter finns listade i Catalogue of Life.